# Piscataway (municipi)
Piscataway és un municipi situat al comtat de Middlesex, a l'estat de Nova Jersey. Fou fundat el 1666 per baptistes i quàquers que fugien de la colònia de Nou Hampshire per la seua intolerància. Fins al segle XX l'activitat econòmica principal era l'agricultura.
El 2015 les escoles de Piscataway foren reconegudes per la Casa Blanca com a lloc excel·lent d'educació per a hispans.
Tenen un equip de bàsquet femení d'educació secundària anomenat Piscataway Tech.
Hi ha els següents centres educatius:
- El campus de la Universitat Rutgers[5]
- Arbor Intermediate School
- Conackamack Middle School
- Eisenhower Elementary School
- Grandview Elementary School
- Knollwood Elementary School
- M. L. King Intermediate School
- Piscataway High School
- Quibbletown Middle School
- Randolphville Elementary School
- T. Schor Middle School[6]